# مدو بنک، نیو ساوت ولز
مدو بنک (به انگلیسی: Meadowbank) یک حومه شهر در استرالیا است که در نیو ساوت ولز واقع شده‌است.